# Chorthippus chloroticus
Chorthippus chloroticus är en insektsart som först beskrevs av Bolívar, I. 1908.  Chorthippus chloroticus ingår i släktet Chorthippus och familjen gräshoppor. Inga underarter finns listade i Catalogue of Life.